# Fleurey-lès-Lavoncourt
Fleurey-lès-Lavoncourt là một xã thuộc tỉnh Haute-Saône trong vùng Bourgogne-Franche-Comté phía đông nước Pháp.